# Doussard
Doussard é uma comuna francesa na região administrativa de Auvérnia-Ródano-Alpes, no departamento de Alta Saboia. Estende-se por uma área de 20,14 km². Em 2010 a comuna tinha 3 661 habitantes (densidade: 181,8 hab./km²).